# Jesús Rosado
Jesús Rosado Borja (Écija, Sevilla) es un bordador y restaurador español. Es colaborador del departamento de Historia de Arte de la Universidad de Sevilla para la catalogación de obras bordadas. De niño fue  el único aprendiz en el taller de costura de las monjas filipenses que se encontraban en el convento de la Visitación de Santa Isabel de Écija.

## Obras más destacadas
- Palio de la Virgen de los Dolores. 2004-2009, Hermandad de los Dolores (El Viso del Alcor).

- Manto de la Virgen de la Soledad;[3] manto y saya de la Virgen de los Dolores; restauración del palio de la Virgen de la Soledad. Hermandad de Los Servitas (Sevilla).

- Manto de la Virgen del Mayor Dolor en su Soledad. 2006, Hermandad de La Carretería (Sevilla).

- Palio de la Virgen de los Dolores. 2009, Hermandad de San Gil (Écija).

- Palio Virgen de los Dolores. 2010, Hermandad de San Pedro (Estepa).[4]

- Bandera fundacional,[5] manto de la Virgen de la Caridad[6] y saya de la Virgen de la Piedad.[7] 2008, Hermandad del Baratillo (Sevilla).

- Manto de Nuestra Señora de la Estrella, 2012 de la Hermandad de la Estrella de Jerez de la Frontera.[8]

- Saya de María Santísima Madre de Dios. 2013, Hermandad del Silencio (Jaén).[9]

- Saya de Nuestra Señora de la Salud. 2013, Hermandad de San Gonzalo (Sevilla).[10]

- Túnica de Nuestro Padre Jesús Nazareno. 2013, Hermandad de la Santa Faz (Córdoba).[11]

- Cotilla de la Virgen del Refugio. 2014, Hermandad de San Bernardo (Sevilla).[12]

- Saya y manto de salida de Nuestra Señora de los Dolores, Hermandad de Santiago (Écija).

- Faldones de los pasos de la Virgen de los Dolores y del Cristo de la Providencia 2015-2016, Hermandad de los Servitas (Sevilla).[2]

- Túnica Señor de las Penas. 2016, Hermandad de la Esperanza (Córdoba).[13]

- Palio de la Virgen de la Cabeza. 2016-sig, Hermandad de las Siete Palabras (Sevilla).[14]
- Bambalinas  laterales exteriores y techo del palio de María Santísima de la Candelaria, Hdad del Huerto de Córdoba

## Restauraciones
- Manto de la Virgen de la Soledad de Cabra (Córdoba)[15]

- Túnica bordada de Jesús Nazareno. Hermandad de Nuestro Padre Jesús Nazareno y María Santísima de los Dolores de Montilla (Córdoba).

- Bordados del paso de palio de la Virgen de la Victoria[16] y guion fundacional.[17] 2012, Hermandad de Las Cigarreras (Sevilla).[18]
- Manto de salida de Nuestra Señora de los Dolores. Hermandad de Los Servitas, La Palma del Condado 2017.

- Palio, manto y faldones del paso de la Virgen de las Lágrimas. 2010-2012, Hermandad de La Exaltación (Sevilla).[19] Por la restauración del manto recibió el premio Defómilo 2010.[2]

- Palio de la Virgen de Loreto. Hermandad de Las Tres Caídas de San Isidoro (Sevilla).[20]

- Manto y pendón de los «siete cuchillos»[2] de la Virgen de las Angustias. Hermandad de Las Angustias (Jerez de la Frontera).[21]

- Bordados del paso de palio de la Virgen de las Mercedes. 2015, Hermandad de Santa Genoveva (Sevilla).[22]

- Bordados del paso de palio de la Virgen de la Encarnación y túnica de Peris del Cristo de la Presentación al Pueblo. 2015, Hermandad de San Benito (Sevilla)[23]

- Guion sacramental de la Hermandad de San Gonzalo (Sevilla).